# Mâle (Orne)
Mâle és un municipi francès situat al departament de l'Orne i a la regió de Normandia. L'any 2007 tenia 764 habitants.

## Demografia

### Població
El 2007 la població de fet de Mâle era de 764 persones. Hi havia 263 famílies de les quals 52 eren unipersonals (20 homes vivint sols i 32 dones vivint soles), 80 parelles sense fills, 119 parelles amb fills i 12 famílies monoparentals amb fills.
La població ha evolucionat segons el següent gràfic:
Habitants censats

### Habitatges
El 2007 hi havia 339 habitatges, 273 eren l'habitatge principal de la família, 52 eren segones residències i 15 estaven desocupats. 330 eren cases i 4 eren apartaments. Dels 273 habitatges principals, 230 estaven ocupats pels seus propietaris, 40 estaven llogats i ocupats pels llogaters i 3 estaven cedits a títol gratuït; 1 tenia una cambra, 14 en tenien dues, 38 en tenien tres, 85 en tenien quatre i 135 en tenien cinc o més. 227 habitatges disposaven pel capbaix d'una plaça de pàrquing. A 98 habitatges hi havia un automòbil i a 170 n'hi havia dos o més.

### Piràmide de població
La piràmide de població per edats i sexe el 2009 era:
| Homes | Edats   | Dones |
| ----- | ------- | ----- |
| 0     | 95 o +  | 0     |
| 4     | 90 a 94 | 4     |
| 4     | 85 a 89 | 0     |
| 0     | 80 a 84 | 8     |
| 12    | 75 a 79 | 20    |
| 8     | 70 a 74 | 4     |
| 8     | 65 a 69 | 4     |
| 8     | 60 a 64 | 8     |
| 16    | 55 a 59 | 20    |
| 20    | 50 a 54 | 8     |
| 32    | 45 a 49 | 24    |
| 28    | 40 a 44 | 28    |
| 16    | 35 a 39 | 36    |
| 32    | 30 a 34 | 16    |
| 32    | 25 a 29 | 32    |
| 20    | 20 a 24 | 16    |
| 36    | 15 a 19 | 20    |
| 52    | 10 a 14 | 12    |
| 32    | 5 a 9   | 28    |
| 16    | 0 a 4   | 20    |

## Economia
El 2007 la població en edat de treballar era de 487 persones, 371 eren actives i 116 eren inactives. De les 371 persones actives 343 estaven ocupades (187 homes i 156 dones) i 28 estaven aturades (11 homes i 17 dones). De les 116 persones inactives 52 estaven jubilades, 29 estaven estudiant i 35 estaven classificades com a «altres inactius».

### Ingressos
El 2009 a Mâle hi havia 272 unitats fiscals que integraven 789 persones, la mediana anual d'ingressos fiscals per persona era de 16.971 €.

### Activitats econòmiques
Dels 43 establiments que hi havia el 2007, 6 eren d'empreses de fabricació d'altres productes industrials, 7 d'empreses de construcció, 13 d'empreses de comerç i reparació d'automòbils, 4 d'empreses de transport, 3 d'empreses d'hostatgeria i restauració, 1 d'una empresa d'informació i comunicació, 3 d'empreses financeres, 1 d'una empresa immobiliària, 3 d'empreses de serveis i 2 d'entitats de l'administració pública.
Dels 11 establiments de servei als particulars que hi havia el 2009, 4 eren tallers de reparació d'automòbils i de material agrícola, 1 guixaire pintor, 3 fusteries, 1 electricista i 2 restaurants.
L'any 2000 a Mâle hi havia 22 explotacions agrícoles que ocupaven un total de 1.209 hectàrees.

## Equipaments sanitaris i escolars
El 2009 hi havia una escola elemental integrada dins d'un grup escolar amb les comunes properes formant una escola dispersa.

## Poblacions més properes
El següent diagrama mostra les poblacions més properes.